# …But Seriously
…But Seriously  (en castellano  …Pero Seriamente) es el nombre del cuarto álbum de estudio del cantante, compositor y baterista británico Phil Collins. El álbum fue publicado el 24 de noviembre de 1989 a través de la discográfica Virgin Records y Atlantic Records.

## Sencillos
- «Another Day in Paradise»

«Another Day in Paradise» fue el primer sencillo del cantante para su cuarto álbum. Este fue publicado el 7 de octubre de 1989, un mes antes del lanzamiento de su cuarto álbum. La canción enseguida tuvo impacto en listas, debutando en el número 43 en el Billboard Hot 100 en la semana del 4 de noviembre. En las siguientes semanas la canción daría saltos muy altos gracias en mayor medida al aumento de las ventas comerciales. Para la cuarta semana en lista, la canción accedió a la posición número diez, siendo su primera vez en el top 10 y para la octava semana la canción alcanzaría el número uno en donde permanecería cuatro semanas seguidas en la lista estadounidense, convirtiéndose en todo un éxito, en el séptimo número uno del cantante y el último hasta la fecha. La canción fue todo un éxito mundial, alcanzando el pico en otros países como Finlandia, Canadá, Alemania, Países Bajos, Noruega, Polonia y Suecia. Mientras que en otros muchos países llegaría al top 10 como en el Reino Unido, donde la canción alcanzó el número dos en su tercera semana en lista. O en España, Francia, Irlanda, Italia, Nueva Zelanda, Dinamarca y Austria. La canción se acabó convirtiendo en el mayor éxito del cantante y el mayor éxito en solitario, para el 2009 el sencillo fue incluido en la lista de Las mejores canciones de la Historia por Billboard, apareciendo en la posición ochenta y seis. La canción fue compuesta por Phil Collins y producida junto a Hugh Padgham.
- «I Wish it Would Rain Down»

Esta fue la segunda canción el Edits para ser sencillo del álbum, fue publicada el 15 de enero de 1990, siendo el primer sencillo del cantante en la década de los noventa y el primero desde que se lanzó el álbum. En listas, la canción se convertiría en un éxito y el segundo que genera el álbum.

## Estilo musical
Si bien gran parte del álbum sigue la misma fórmula del anterior álbum de Collins, No Jacket Required (1985), también hubo un movimiento hacia una mayor producción orgánica ya que Collins decidió utilizar otra instrumentación en vivo en vez de cajas de ritmos y de manera destacada, utilizar teclados. 

## Temas
El tono del álbum es serio, como lo sugiere el título. En lugar de centrarse totalmente en las relaciones personales, oscuras psicodelias y simple diversión, Collins amplía su atención a la exploración de temas socioeconómicos y políticos. Hay gran agitación emocional por debajo de la acurada producción de estudio, y muchas de las canciones son inequívocas revelaciones de su melancolía. 
"Another Day in Paradise" es una mirada crítica sobre la situación de los sin techo. La canción fue inspirada por la vista de Collins a Washington D. C. Allí, fue concienciado por la generalización de la pobreza en que viven tantas personas y las luchas que enfrentan a las personas sin hogar. Él igualmente se sintió impresionado por el perfecto abandono de estas personas necesitadas y la complacencia de la ciudad como un todo, a pesar de ser el centro en que radica el gobierno de la nación (de ahí el sarcasmo utilizado en el título de la canción). 
Otra canción políticamente temática del álbum es "Colours", con la que Collins condena la segregación y la opresión del pueblo negro en Sudáfrica bajo el apartheid. Podría decirse que es la canción con la influencia del rock más progresiva en este álbum (al estilo de Genesis), y es muy popular para muchos seguidores. Pero no tuvo mucho éxito comercial, seguramente debido a sus casi nueve minutos de duración, lo que hizo que varias emisoras de radio no tuviesen interés en emitir. 
El tema político es también evidente en la segunda canción del álbum "That's just the way it is", que trata sobre la situación de Irlanda del Norte. Fue un éxito menor en el verano de 1990, y en las letras Collins hace referencia a la paralización de las diferencias sectarias en Úlster, muy notablemente en la línea de "si estuviésemos de acuerdo en que podemos estar en desacuerdo, podríamos parar todo esto ahora mismo."
Mientras incorporaba temas políticos, …But Seriously no abandonó el tema de las relaciones personales. Pero a diferencia de sus anteriores trabajos, Collins adopta un enfoque más maduro y reflexivo al mirar las relaciones en su vida. Durante la creación del álbum, estaba tratando con un rango de estratos: de la sociedad, de su padre y de su esposa. Estas influencias pueden verse en la canción de influencia góspel "I wish it would rain down", en la que aparece Eric Clapton.
"Father to son" es otra canción en la que Collins explora sus conexiones con la gente, en este caso, su propio hijo. La canción tiene un tono positivo, inspirador de cómo busca guiar a su hijo a través de algunas de las pruebas de la vida y el amor, y asegurarle que "si miras detrás de ti, estaré allí."

## Lista de canciones
Todas las canciones compuestas por Phil Collins, excepto donde se note.

### CD
1. "Hang in Long Enough"  – 4:44
2. "That's Just the Way It Is"  – 5:20
3. "Do You Remember?"  – 4:36
4. "Something Happened on the Way to Heaven" (letras: Phil Collins, música: Daryl Stuermer, Phil Collins)  – 4:52
5. "Colours"  – 8:51
6. "I Wish it Would Rain Down"  – 5:28
7. "Another Day in Paradise"  – 5:22
8. "Heat on the Street"  – 3:51
9. "All of My Life"  – 5:36
10. "Saturday Night and Sunday Morning" (instrumental) (música: Phil Collins, Thomas Washington)  – 1:26
11. "Father to Son"  – 3:28
12. "Find a Way to My Heart"  – 6:08

### LP
Lado A
1. "Hang in Long Enough"  – 4:44
2. "That's Just the Way It Is"  – 5:20
3. "Find a Way to My Heart"  – 6:08
4. "Colours"  – 8:51
5. "Father to Son"  – 3:28

Lado B
1. "Another Day in Paradise"  – 5:22
2. "All of My Life"  – 5:36
3. "Something Happened on the Way to Heaven"  – 4:52
4. "Do You Remember?"  – 4:36
5. "I Wish It Would Rain Down"  – 5:28

## Títulos de trabajo
- El título original de "Do You Remember?" era "Lionel".
- El título original de "Something Happened on the Way to Heaven"" era "Broadway Chorus".
- El título original de la primera parte de "Colours" era "Hymn" y la segunda parte se llamaba originalmente ""Oh! Mr.Botha What Can We Do?".
- El título original de "Another Day in Paradise" era "Homeless".

## Lados B
1. "Thats's How I Feel"
2. "You've Been in Love (That Little Bit Too Long)"
3. "Around the World in 80 Presets"

## Personal
- Phil Collins — voz, Sintetizadores y Caja de ritmos
- Leland Sklar — bajo
- Daryl Stuermer — guitarras
- The Phenix Horns:
  - Don Myrick — saxofón
  - Louis Satterfield — trombón
  - Harry Kim — trompeta
  - Rhamlee Michael Davis – trompeta
- Alex Brown – coros
- Marva King – coros
- Lynne Fiddmont – coros

#### Músicos invitados
- Dominic Miller - guitarra española y eléctrica en "Another Day in Paradise"
- David Crosby - coros en "That's just the way it is" y "Another Day in Paradise"
- Eric Clapton - guitarra eléctrica
- Steve Winwood - Órgano Hammond

## Posicionamiento en listas
| Lista (1989)             | Máxima posición | Semanas totales |
| ------------------------ | --------------- | --------------- |
| Australian Albums Chart  | 1               | 45              |
| Austrian Albums Chart    | 1               | 44              |
| Canadian Albums Chart    | 1               | 66              |
| Dutch Albums Chart       | 1               | 79              |
| German Albums Chart      | 1               | ?               |
| New Zealand Albums Chart | 1               | 63              |
| Norwegian Albums Chart   | 1               | 27              |
| Swedish Albums Chart     | 1               | 14              |
| Swiss Albums Chart       | 1               | 51              |
| UK Albums Chart          | 1               | 71              |
| U.S. Billboard Hot 200   | 1               | 90              |

### Certificaciones
| País           | Ventas     | Certificación  |
| -------------- | ---------- | -------------- |
| Argentina      | 180,000+   | 3× Platinum    |
| Austria        | 100,000+   | 2× Platinum    |
| Brasil         | 100,000+   | Gold           |
| Canadá         | 700,000+   | 7× Platinum    |
| Francia        | 1,711,100+ | Multi-Platinum |
| Finlandia      | 74,715+    | Platinum       |
| Alemania       | 3,000,000+ | 6× Platinum    |
| Suiza          | 250,000+   | 5× Platinum    |
| Países Bajos   | 200,000+   | 2× Platinum    |
| Reino Unido    | 2,740,590+ | 8× Platinum    |
| Estados Unidos | 4,000,000+ | 4× Platinum    |

- En el Reino Unido, el éxito de …But Seriously era impresionante. Se pasó 15 semanas no consecutivas en el n.º 1, que incluye toda la temporada competitiva de Navidad, y al final de 1989 se convirtió en el tercer álbum más vendido del año en el país.
- …But Seriously se convirtió en el álbum más vendido de 1990 en el Reino Unido.
- …But Seriously también alcanzó el número 1 en el Billboard 200 durante cuatro semanas. Se convirtió en el segundo álbum más vendido de 1990, según la revista Billboard.
- En Alemania, …But Seriously es el segundo álbum más vendido en la historia de las listas de álbumes certificados, y el álbum más vendido en el repertorio extranjero.[29]

### Sencillos
En los EE. UU., …But Seriously contenía cinco sencillos, todo lo cual alcanzó el Top 40 del Billboard Hot 100. En cuanto al número de sencillos de éxito de una versión, …But Seriously sigue siendo el álbum más exitoso de Phil Collins. 
- "Another Day in Paradise" alcanzó el N.º 1 (1989)[30]
- "I Wish It Would Rain Down", alcanzó el N.º 3 (1990)
- "Do You Remember?" Alcanzó el n.º 4 (1990)
- "Algo pasó en el camino al cielo" alcanzó el N.º 4 (1990)
- "Aguanta el tiempo suficiente" alcanzó el Nº23 (1990)

En Canadá, "Another Day in Paradise", "I Wish It Would Rain Down", "Do You Remember?" y "Something Happened on the Way to Heaven" llegó a todos los N.º 1, con Phil Collins para lograr cuatro éxitos número uno en el mismo año de 1990.

## Tour
En apoyo del álbum, Collins se embarcó en una gira por todo el mundo, llamado Seriously Live!. En total, había 113 shows en 3 continentes, lo que llevó a la publicación de un álbum en vivo y video llamado Serious Hits… Live!.